# Cabeça dos Tarrafes
Cabeço dos Tarrafes (em crioulo cabo-verdiano (escrito em ALUPEC): Kabésa d Tarraf) é uma aldeia situada na Ilha da Boa Vista, em Cabo Verde. Juntamente com as aldeias de Fundo das Figueiras e João Galego, constitui a região da ilha popularmente conhecida como Norte.
A aldeia, de pequena dimensão, dispõe de um bar, por entre o seu casario.
Em junho, a aldeia celebra as festas de São João, promovendo diversas atividades tais como uma missa na escola local, um almoço popular e um baile de coladeira. Estas celebrações seguem-se às de São João Baptista das aldeia vizinhas de João Galego e Fundo das Figueiras. Para enriquecer o almoço popular, realiza-se também a chamada matança do capote, também conhecido como galinha-d'angola.